# Evropský hokejový pohár 1979/1980
15. ročník hokejového turnaje European Cupu.Vítězem turnaje se stala CSKA Moskva.

## 1. kolo
- Levski Spartak Sofija (Bulharsko) - Ferencvárosi TC Budapest (Maďarsko) 5:2, 1:1 (druhé utkání v Székesfehérváru)
- SC Dynamo Berlin (NDR) - Vojens IK (Dánsko) 9:2, 14:2
- Klagenfurter AC (Rakousko) - HC Bolzano (Itálie) 7:5, 2:6
- HC Chamonix (Francie) - CH Casco Viejo Bilbao (Španělsko) 12:4, 8:0

## 2. kolo
- Kölner EC (NSR) - HC Bolzano 9:6, 8:4
- SC Bern (Švýcarsko) - SC Dynamo Berlin 2:9, 5:5
- Levski Spartak Sofija - HK Olimpija Lublaň (Jugoslávie) 5:8, 6:11
- Feenstra Flyers Heerenveen (Nizozemsko) - HC Chamonix 9:2, 8:3

## 3. kolo
- HK Olimpija Lublaň - CSKA Moskva (SSSR) 2:7, 2:13 (obě utkání v Lublani)
- SC Dynamo Berlin - MoDo AIK (Švédsko) 5:5, 4:8
- F. Flyers Heerenveen - TJ Slovan CHZJD Bratislava (Československo) 1:11 (0:4,1:5,0:2) 8. prosince 1979 (obě utkání v Heerenveenu)[1]
- F. Flyers Heerenveen - TJ Slovan CHZJD Bratislava 9:6 (2:4,5:2,2:0) 9. prosince 1979[1]
- Kölner EC - Tappara Tampere (Finsko) 5:6, 6:10 (obě utkání v Kölnu)

## Finále
(21. - 24. srpna 1980 v Innsbrucku)
- 1. CSKA Moskva - 6 bodů
- 2. Tappara Tampere - 4 body
- 3. TJ Slovan CHZJD Bratislava - 2 body
- 4. MoDo AIK - 0 bodů

## Utkání Slovanu Bratislava
- TJ Slovan CHZJD Bratislava - MoDo AIK 8:4 (2:1,3:2,3:1) 21. srpna 1980
- Tappara Tampere - TJ Slovan CHZJD Bratislava 10:2 (2:1,5:0,3:1) 22. srpna
- CSKA Moskva - TJ Slovan CHZJD Bratislava 11:1 (4:0,3:0,4:1) 24. srpna